# Dimitrovski
Dimitrovski je priimek v Sloveniji in tujini. Po podatkih Statističnega urada Republike Slovenije je na dan 1. januarja 2011 v Slovenji uporabljalo ta priimek 39 oseb.  

## Znani slovenski nosilci priimka
- Maja Dimitrovski (*1975), političarka

## Znani tuji nosilci priimka
- Darko Dimitrovski, makedonski nogometaš
- Dejan Dimitrovski, makedonski nogometaš